# 하석진
하석진(1982년 3월 5일 (음력 2월 10일) ~ )은 대한민국의 배우이다.

## 생애
하석진은 1982년 서울에서 태어났다. 1남 1녀 중 장남인 하석진은 중학교와 고등학교를 졸업 후 한양대학교 기계공학과에 입학하였고 1학년을 마친 후에 군 입대를 하였다. 전역 이후 복학을 했을 시점에 타 학교에 재학 중이던 친구가 연예 프로덕션에 취직하게 됐고, 하석진은 신인 연기자 모집에 지원을 제안 받게 되었다. 처음에는 학업 때문에 고사했지만, 지루한 일상 속에 새로운 도전을 꿈꾸게 되면서 이를 계기로 2004년 대한항공의 광고를 통해 연예계 데뷔를 하였다. 또한, 처음에는 연기를 길게 할 생각이 없었지만 점차 연기에 매력과 재미를 느끼면서 계속 연기를 하게 되었다고 한다.
하석진은 2005년 드라마 《슬픈 연가》로 연기자로 데뷔 후, 각종 CF와 SG 워너비, 씨야 등 뮤직비디오의 주인공으로 얼굴을 알리기 시작했고, 영화 《방과후 옥상》을 통해 스크린에 데뷔했다. 이후, 영화 《누가 그녀와 잤을까?》, 《못말리는 결혼》과 드라마 《헬로! 애기씨》, 《거상 김만덕》, 《원스 어폰 어 타임 인 생초리》, 《내일이 오면》, 《무자식 상팔자》, 《세 번 결혼하는 여자》, 《전설의 마녀》, 《1%의 어떤 것》, 《혼술남녀》, 《자체발광 오피스》등에 출연했다.

## 학력
- 방산중학교 (졸업)
- 배명고등학교 (졸업)
- 한양대학교 공과대학 기계공학과 (학사)

## 출연 작품

### 드라마
| 연도            | 방송사                                      | 제목                                            | 역할              | 참고            |
| --------------- | ------------------------------------------- | ----------------------------------------------- | ----------------- | --------------- |
| 2005년          | MBC                                         | 수목 미니시리즈 《슬픈연가》                    | 김철수            | 배우 데뷔작     |
| 2005년          | SBS                                         | 수목 드라마스페셜 《루루공주》                  | 석진              | 20부작          |
| 2006년          | MBC                                         | 수목 미니시리즈 《닥터 깽》                     | 김진규            | 16부작          |
| 2007년          | KBS2                                        | 월화 미니시리즈 《헬로! 애기씨》                | 황찬민            | 16부작          |
| 2007년          | KBS2                                        | 단막극 《드라마시티 - 무공족구외전》            | 박정우            | 1부작           |
| 2007년          | SBS                                         | 뮤직 드라마 《사랑한다면 이들처럼》             |                   | 2부작           |
| 2008년          | SBS                                         | 주말극장 《행복합니다》                         | 강석              | 58부작          |
| 2009년          | MBC                                         | 일일연속극 《밥줘》                             | 김윤수            | 106부작         |
| 2010년          | KBS1                                        | 대하드라마 《거상 김만덕》                      | 강유지            | 30부작          |
| 2010년 ~ 2011년 | tvN                                         | 금요 미니시리즈 《원스 어폰 어 타임 인 생초리》 | 조민성            | 20부작          |
| 2010년 ~ 2011년 | tvN                                         | 주간드라마 《막돼먹은 영애씨 시즌8》            | 조민성            | 7회 특별출연    |
| 2011년          | MBC                                         | 수목 미니시리즈 ㅡ《지고는 못살아》             | 이태영            | 18부작          |
| 2011년          | SBS                                         | 주말극장 《내일이 오면》                        | 이영균            | 51부작          |
| 2012년          | SBS                                         | 주말극장 《내일이 오면》                        | 이영균            | 51부작          |
| MBC             | 일일시트콤 《스탠바이》                     | 하석진                                          | 113부작           |                 |
| JTBC            | 주말연속극 《무자식 상팔자》                | 안성기                                          | 40부작            |                 |
| JTBC            | 주말연속극 《무자식 상팔자》                | 안성기                                          | 40부작            | 2013년          |
| KBS2            | 월화 미니시리즈 《상어》                    | 오준영                                          | 20부작            |                 |
| SBS             | 주말 특별기획드라마 《세 번 결혼하는 여자》 | 김준구                                          | 40부작            |                 |
| SBS             | 주말 특별기획드라마 《세 번 결혼하는 여자》 | 김준구                                          | 40부작            | 2014년          |
| MBC             | 주말 특별기획드라마 《전설의 마녀》         | 남우석                                          | 40부작            |                 |
| MBC             | 주말 특별기획드라마 《전설의 마녀》         | 남우석                                          | 40부작            | 2015년          |
| JTBC            | 금토 미니시리즈 《디 데이》                 | 한우진                                          | 20부작            |                 |
| 2016년          | tvN                                         | 웹드라마 《아이언레이디》                       | 박력              | 8부작           |
| 2016년          | tvN                                         | 월화 미니시리즈《혼술남녀》                     | 진정석 (진상)     | 16부작          |
| 2016년          | iHQ DRAMA                                   | 수목 미니시리즈 《1%의 어떤 것》                | 이재인            | 16부작          |
| 2017년          | MBC                                         | 수목 미니시리즈 《자체발광 오피스》             | 서우진            | 16부작          |
| 2018년          | tvN                                         | 월화 미니시리즈 《시를 잊은 그대에게》          | 하석진            | 11회 특별출연   |
| 2018년          | KBS                                         | 수목 미니시리즈 《당신의 하우스헬퍼》           | 김지운            | 16부작          |
| 2019년~2020년   | tvN                                         | 토일 드라마 《사랑의 불시착》                   | 리무혁            | 16부작 특별출연 |
| 2020년          | MBC                                         | 수목 미니시리즈 《내가 가장 예뻤을 때》         | 서진              | 16부작          |
| 2021년          | JTBC                                        | 수목드라마 《월간 집》                          | 이세훈            | 11회 특별출연   |
| 2021년          | MBC                                         | 금토드라마 《옷소매 붉은 끝동》                 | 장화홍련전의 사또 | 1회 특별출연    |
| 2021년          | TVING, 플레이리스트                         | 《백수세끼》                                    | 김재호            | 웹드라마        |
| 2022년          | tvN                                         | 금토 드라마 《블라인드》                        | 류성훈            | 16부작          |
| 2025년          | 채널A                                       | 토일드라마 《여행을 대신해 드립니다》           | 차영훈            |                 |
| 2025년          | KBS2                                        | 토일드라마 《은애하는 도적님아》                |                   | 16부작          |

### 영화
| 개봉연도 | 제목                    | 역할   | 참고     |
| -------- | ----------------------- | ------ | -------- |
| 2006     | 《방과후 옥상》         | 강재구 |          |
| 2006     | 《누가 그녀와 잤을까?》 | 김태요 |          |
| 2007     | 《못말리는 결혼》       | 왕기백 |          |
| 2008     | 《여름, 속삭임》        | 윤수   |          |
| 2016     | 《좋아해줘》            | 강민호 | 특별출연 |

### M/V
- SG 워너비 - 〈죄와 벌〉, 〈살다가〉, 〈Stay〉
- 장혜진 - 〈불꽃〉
- M TO M - 〈세 글자〉
- 먼데이 키즈 - 〈남자야〉
- 씨야 - 〈여인의 향기〉, 〈사랑하기 때문에〉, 〈슬픈 발걸음〉, 〈결혼할까요〉
- 남규리 - 〈깊은 밤을 날아서〉 (못말리는 결혼 OST)
- 신승훈 - 〈하늘 가까이〉 (대한항공 OST)
- 컴필레이션 앨범 〈2008 연가〉
- SPEED - 〈It's Over〉, 〈내 잘못이야〉
- 허각 - 〈그 날을 내 등 뒤로〉

## 방송
- SBS 《실제상황 토요일 - 리얼로망스 연애편지》(2005년 6월 18일, 6월 25일, 7월 30일, 9월 3일)
- SBS 《일요일이 좋다 - X맨》 (2006년 3월 12일, 3월 19일, 11월 19일)
- SBS 《야심만만》 (2007년 4월 29일 : 209회)
- XTM 《STAR N' the CITY - ROAD TRIP USA part.2》 (2009년 1월 29일)
- MBC 추석특집 《여배우의 집사》 (2010년 9월 21일)
- MBC 《여우의 집사》 (2010년 11월 4일 ~ 2010년 12월 23일 : 총 6회)
- KBS2 《1대100》 (2011년 1월 25일 : 185회)
- JTBC 《마녀사냥》 (2014년 6월 27일 : 46회)
- MBC 《나 혼자 산다 - 더 무지개 라이브》 (2014년 7월 11일 : 61회) (2014년 9월 12일 : 70회) (2014년 10월 24일 : 76회) (2020년 10월 2일:  365회)
- Y-STAR 《THE 프렌즈 in 세부》 (2014년 7월 30일 ~ 2014년 8월 24일 : 총 4회)
- tvN 《뇌섹시대 - 문제적남자》 (2015년 2월 26일 ~ 2020년 2월)
- jtbc 《냉장고를 부탁해》(2015년 9월 14일 : 44회) (2015년 9월 21일 : 45회)
- KBS 《전무후무 전현무쇼》(2015년 9월 28일)
- KBS 《해피투게더》(2015년 11월 19일 : 424회)
- MBC 《능력자들》(2016년 3월 4일 : 17회)
- tvN 《수요미식회》(2016년 3월 23일 : 58회) (2016년 9월 7일 : 82회)
- tvN 《현장토크쇼 TAXI》(2011년 11월 21일, 2016년 4월 12일 : 423회)
- KBS 《어서옵쇼》(2016년 5월 20일 : 3회) (2016년 5월 27일 : 4회)
- MBC 《황금어장 라디오스타》(2016년 5월 25일 : 479회) (2018년 10월 17일 : 587회) (2023년 12월 13일 : 845회)
- tvN 《연극이 끝나고 난 뒤》 (2016년 7월 2일 ~ 2016년 8월 20일 : 총 8회)
- MBC 에브리원 《고민말고 GO》(2018년 2월 28일 ~ 2018년 3월 21일 : 총 4회)
- tvN 《대탈출2》(2019년 6월 2일)
- OLIVE 《수요미식회》(2019년 5월 28일 ~ 2019년 10월 8일 : 총 20회)
- tvn 《대탈출3》(2020년 6월 8일)
- SBS 《백종원의 골목식당》 - 게스트 (2020년 12월 9일 방송분 출연)
- tvN 《식스센스》시즌2 - 게스트 (2021년 7월 16일)
- KBS1 《다큐 인사이트 - 인도천재 1부 인도공과대학 / 2부 브레인 팩토리》 - 내레이션 (2023년 5월 4일 ~ 2023년 5월 11일)
- SBS 《미운 우리 새끼》 -게스트 (2023년 11월 19일 방송분 출연)

## 라디오
- SBS FM 《박소현의 러브게임》(2014년 7월 25일)
- MBC FM 《써니의 FM데이트》(2014년 11월 28일)
- SBS FM 《컬투쇼》(2015년 3월 14일)
- MBC FM 《정오의 희망곡 김신영입니다》(2015년 4월 7일)
- SBS FM 《정소민의 영스트리트》(2019년 1월 14일/게스트),(2019년 3월 26일 ~2019년 3월 29일/스페셜 DJ)
- MBC FM 《박경의 꿈꾸는 라디오》(2019년 6월 12일) (2020년 4월8일~2020년 4월 10일스페셜 DJ)

## 교양
- SBS 《SBS 스페셜》 - 알파고와 어린왕자 편(2016년 5월 15일/나레이션)
- tvN 《어쩌다 어른》(2019년 2월 28일 ~ 2019년 5월 2일 : 총 10회/진행)
- KBS 《다큐세상》 - 도시의 진화 편(2019년 9월 27일 ~ 10월 2일 : 총 2회/나레이션)
- TV조선 《식객 허영만의 백반기행》 게스트 (137회) (2021년 1월 14일)

## 광고
- 프록시헬스케어 트로마츠 칫솔
- 대한항공 '황산 편'
- 에이블C&C 미샤 (신민희와 함께 출연)
- 오리온 고소미 (한은정(한다감)과 함께 출연)
- 디지털 큐브 아이스테이션 T43
- Maxmp3
- KTF '데이터통화료 30%인하 편'
- 대한항공 '로드트립 USA' 시리즈 중부 편
- 베스킨라빈스 '1초의 고백/작전성공 편'
- 콜마
- SK텔레콤 'T action / LG G3 A 남자 편'
- 듀오백
- 록시땅 세드라
- 베지밀
- 지센
- 11번가
- 드롭탑
- 덴티스테 '미스터 덴티' 편
- 삼성카드-다이렉트오토
- kt-리마크빌
- 화웨이
- 보타닉힐 보
- 데스크플러스
- 센트룸 포맨
- 경리나라
- 산타토익
- 라코스테
- 삼성전자 비스포크 큐브
- 천지양

## 수상 및 후보
| 연도 | 시상식                   | 부문                                | 작품                | 결과 |
| ---- | ------------------------ | ----------------------------------- | ------------------- | ---- |
| 2008 | 제44회 백상예술대상      | TV부문 남자 신인연기상              | 행복합니다          | 후보 |
| 2008 | SBS 연기대상             | 뉴스타상                            | 행복합니다          | 수상 |
| 2012 | MBC 방송연예대상         | 시트콤부문 남자 우수상              | 스탠바이            | 후보 |
| 2014 | MBC 연기대상             | 특별기획부문 남자 우수연기상        | 전설의 마녀         | 후보 |
| 2014 | SBS 연기대상             | 장편드라마부문 남자 우수연기상      | 세 번 결혼하는 여자 | 후보 |
| 2015 | 제51회 백상예술대상      | TV부문 남자 인기상                  | 전설의 마녀         | 후보 |
| 2015 | 아시아태평양 스타 어워즈 | 장편드라마부문 남자 우수연기상      | 전설의 마녀         | 후보 |
| 2017 | 제53회 백상예술대상      | TV부문 남자 인기상                  | 혼술남녀            | 후보 |
| 2017 | MBC 연기대상             | 미니시리즈부문 남자 최우수연기상    | 자체발광 오피스     | 후보 |
| 2018 | KBS 연기대상             | 미니시리즈부문 남자 우수연기상      | 당신의 하우스헬퍼   | 후보 |
| 2020 | MBC 연기대상             | 수목 미니시리즈부문 남자 우수연기상 | 내가 가장 예뻤을 때 | 후보 |
| 2024 | KBS 연예대상             | 리얼리티부문 남자 우수상            | 팝업상륙작전        | 후보 |